# Симкино (Бірський район)
Си́мкино (рос. Симкино, башк. Симкә) — село у складі Бірського району Башкортостану, Росія. Входить до складу Старопетровської сільської ради.
Населення — 27 осіб (2010; 55 у 2002).
Національний склад:
- росіяни — 75 %